# 麻寮里
麻寮里位於臺灣嘉義縣太保市東部，嘉南大圳北幹線南北貫穿村落，東接南新里、北新里，北隔朴子溪與新港鄉相望，西毗過溝里、港尾里及台糖白鴿厝農場。1990年代以後外來人口大量移入，里內學生人數眾多，因此境內數個公車站點已成為嘉義客運及嘉義縣公車的停靠大站，屬嘉義縣交通較為便利的地區，是太保市人口最多的里。

## 命名
清乾隆時，福建省移民朱一貴造反，當時本省治安不良，強盜猖狂四處搶奪，關林厝，（庄名位在今麻寮里南方約二公里處）被土匪攻打致散庄，部份庄民逃至今麻寮里地方（當時是看管麻仔的田寮；麻仔為當時農作物，意指芝麻、麻薏）避難，而後延續居住下來，故名：麻園寮或麻魚寮。

## 人口
麻寮社區人口約5309人，分二十五鄰，1780戶人家，其居民之部分祖先由福建泉州播遷來台，葉、盧宗親居多，葉姓是最大的宗姓，亦有不少新移民定居。
六十年代高速公路開通後，麻寮里為特定區之一，而後又有南亞塑膠設廠，據外來人口增多，住宅建築隨之林立，伴隨商店攤販大量進駐，成為太保市最熱鬧的里之一。

## 交通

### 公車資訊
| 編號              | 經營業者   | 區間               | 備註 |
| ----------------- | ---------- | ------------------ | --- |
| 105               | 嘉義縣公車 | 大雅站－溪厝村     | 經由嘉義交流道、高鐵嘉義站、國立故宮博物院南部院區，屬嘉義縣市區公車                                          |
| 7201              | 嘉義客運   | 嘉義－北港         | 經由新港月眉潭；部分低地板無障礙公車行駛)                                                                     |
| 7303              | 嘉義縣公車 | 嘉義－長庚紀念醫院 | 經由雙溪口、國立故宮博物院南部院區、竹仔腳(嘉義交流道)                                                        |
| 7320              | 嘉義縣公車 | 嘉義－雙溪口       | 經由新埤、竹仔腳(嘉義交流道)                                                                                  |
| 7325              | 嘉義縣公車 | 嘉義－北港         | 經由新港、竹仔腳(嘉義交流道)；部分低地板無障礙公車行駛)                                                       |
| 7326              | 嘉義縣公車 | 嘉義－朴子         | 經由雙溪口 |
| 南新 麻魚寮加班車 | 嘉義縣公車 | 嘉義－麻魚寮       | 往程於17:30分由大雅站發車，約17:45至嘉義站；返程於06:25、06:30及18:10自麻魚寮發車；為通學公車，周末及暑假停駛 |
| 新港加班車        | 嘉義縣公車 | 嘉義－新港         | 往程於06:00由大雅站發車，約06:15至嘉義站；返程於06:20自新港發車；為通勤公車，周末及非上班日停駛               |

### 公路
- 往高雄、大林、北港、新營、麻豆、台南、台中、中壢、林口、三重、台北等地之國道客運須搭乘嘉義客運/嘉義縣公車至竹子腳站/竹村站轉乘
- 嘉義交流道

## 信仰
社區內有許多虔誠的道教、佛教等中國民間信仰綜合之信徒，古恩宮廟是里民宗教信仰中心，廟裡供奉五府千歲，保生大帝，里民每逢農曆六月十八日池府千歲生日舉行大拜拜，外出里民均回鄉參與，盛況空前。

## 觀光旅遊
每個禮拜六晚上7點到12點有麻魚寮夜市。

## 外部連結
- 太保市公所
- 台灣村通 （页面存档备份，存于）